# Алегзандер (округ, Иллинойс)
Алегзандер, также Алекса́ндер (англ. Alexander) — округ в штате Иллинойс, США. По данным переписи 2010 года численность населения округа составила 8238 человек, по сравнению с переписью 2000 года оно уменьшилось на 14,1 %. Окружной центр округа Алегзандер — город Кейро.

## История
Округ Алегзандер сформирован в 1819 году из округа Юнион. Своё название получил в честь спикера Палаты представителей Иллинойса Уильяма Алегзандера.

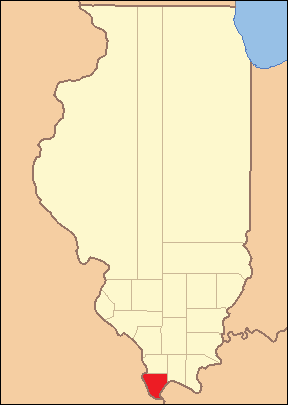
Территория округа до 1843 года
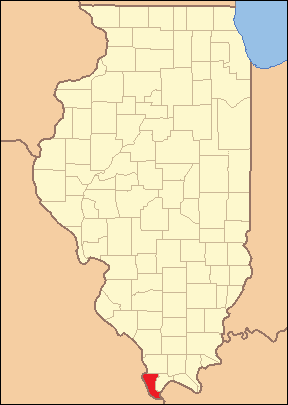
Территория округа с 1843 года

## География
Общая площадь округа — 654,2 км² (252,6 миль²), из которых 610 км² (235,51 миль²) или 93,23 % суши и 44,3 км² (17,09 миль²) или 6,77 % водной поверхности. Границы округа частично определяются реками Миссисипи и Огайо.

### Климат
Округ находится в переходной зоне между влажным климатом континентального типа и влажным субтропическим климатом. Температура варьируется в среднем от минимальных −3 °C в январе до максимальных 32 °C в июле. Рекордно низкая температура была зафиксирована в январе 1985 года и составила −24 °C, а рекордно высокая температура была зарегистрирована в июне 1954 года и составила 40 °C. Среднемесячное количество осадков — от 77 мм в сентябре до 121 мм в мае.

### Соседние округа
Округ Алегзандер граничит с округами:
|                      | Кейп-Джирардо (штат Миссури) | Юнион                   |  |  |
| Скотт (штат Миссури) | север                        | Пьюласки                |  |  |
| Скотт (штат Миссури) | Алегзандер                   | Пьюласки                |  |  |
| Скотт (штат Миссури) | юг                           | Пьюласки                |  |  |
|                      | Миссисипи (штат Миссури)     | Баллард (штат Кентукки) |  |  |

### Основные автомагистрали
| Автомагистраль                 | Длина     | Начальный пункт  | Конечный пункт          | Год образования |
| ------------------------------ | --------- | ---------------- | ----------------------- | --------------- |
| Межштатная автомагистраль I-57 | 621,40 км | Майнер, Миссури  | Чикаго, Иллинойс        |                 |
| Шоссе US-51                    | 2070 км   | Лаплас, Луизиана | Херли, Висконсин        | 1926            |
| Шоссе US-60                    | 4297 км   | Бренда, Аризона  | Вирджиния-Бич, Виргиния | 1926            |
| Шоссе US-62                    | 3618 км   | Эль-Пасо, Техас  | Ниагара-Фолс, Нью-Йорк  | 1926            |
| Трасса Illinois-3              | 301,66 км | Кейро            | Графтон                 | 1918            |
| Трасса Illinois-34             | 99,36 км  | Розиклер         | Бентон                  | 1918            |
| Трасса Illinois-146            | 149,56 км | Кейп-Джирардо    | Кейв-Ин-Рок             | 1926            |

## Населённые пункты
| Населённый пункт  | Статус  | Год основания | Площадь | Население (2010) |
| ----------------- | ------- | ------------- | ------- | ---------------- |
| Ист-Кейп-Джирардо | деревня |               | 5,2 км² | 385 чел.         |
| Кейро             | город   | 1858          | 24 км²  | 2831 чел.        |
| Мак-Клур          | деревня |               |         | 402 чел.         |
| Тебес             | деревня |               | 6 км²   | 436 чел.         |
| Таммс             | деревня |               | 6 км²   | 632 чел.         |

## Демография
По данным переписи населения 2000 года, численность населения в округе составила 9590 человек, насчитывалось 4591 домовладений и 3808 семей. Средняя плотность населения была 16 человек/км².
Распределение населения по расовому признаку:
- белые — 62,98 %
  - немецкого происхождения — 11,2 %
  - ирландского происхождения — 8,2 %
  - английского происхождения — 5,1 %
- афроамериканцы — 34,9 %
- коренные американцы — 0,28 %
- азиаты — 0,36 %
- латиноамериканцы — 1,44 % и др.

Для 97,7 % жителей родным (первым) языком был английский, для 1,8 % жителей — испанский язык.
Из 3808 семей 30 % имели детей в возрасте до 18 лет, проживающих вместе с родителями, 44,1 % семей — супружеские пары, живущие вместе, 17,5 % — матери-одиночки, а 35 % не имели семьи. 32,3 % всех домовладений состояли из отдельных лиц и в 15,3 % из них проживали одинокие люди в возрасте 65 лет и старше. Средний размер домохозяйства 2,36 человека, а средний размер семьи — 2,99.
Распределение населения по возрасту:
- до 18 лет — 25,8 %
- от 18 до 24 лет — 7,7 %
- от 25 до 44 лет — 26,6 %
- от 45 до 64 лет — 22,9 %
- от 65 лет — 16,9 %

Средний возраст составил 38 лет. На каждые 100 женщин приходилось 98,6 мужчин. На каждые 100 женщин возрастом 18 лет и старше приходилось 96,1 мужчин.
Средний доход на домовладение — $ 26 042, а средний доход на семью — $ 31 824. Мужчины имеют средний доход от $ 29 133 против $ 18 966 у женщин. Доход на душу населения в округе — $ 16 084. Около 21,2 % семей и 26,1 % населения находились ниже черты бедности, в том числе 38,6 % из них моложе 18 лет и 14,8 % в возрасте 65 лет и старше.